# Cat Street
Cat Street là bộ manga của nữ tác giả Yoko Kamio. Truyện được bắt đầu vẽ từ năm 2004 và kết thúc vào năm 2007, được xuất bản ở Việt Nam qua nhà xuất bản Kim Đồng.

## Tóm tắt
Câu chuyện kể về nhân vật Keito Aoyama khi cô 16 tuổi. Lúc nhỏ Keito là một diễn viên truyền hình nổi tiếng nhưng sau một cú sốc trên sân khấu, cô hầu như khép kín cuộc đời mình lại, không trò chuyện đến ai. Bước ngoặt của Keito bắt đầu khi cô tình cờ đến ngôi trường El Liston - Ngôi trường dành cho "những người kỳ lạ". Ở trường El Liston mọi người điều làm theo những gì mình thích, và Keito làm quen được với 3 người bạn là Rei, Kouichi và Momiji, và họ trở thành một nhóm bạn hết sức thân thiết. Và cũng từ lúc đó Keito, cảm nhận tình cảm của bạn bè, bắt đầu một cuộc sống mới tích cực hơn và mong muốn đem hạnh phúc đến cho mọi người. Và giữa những người bạn trẻ cũng nảy sinh những tình cảm đan xen nhau.